# Vuit català

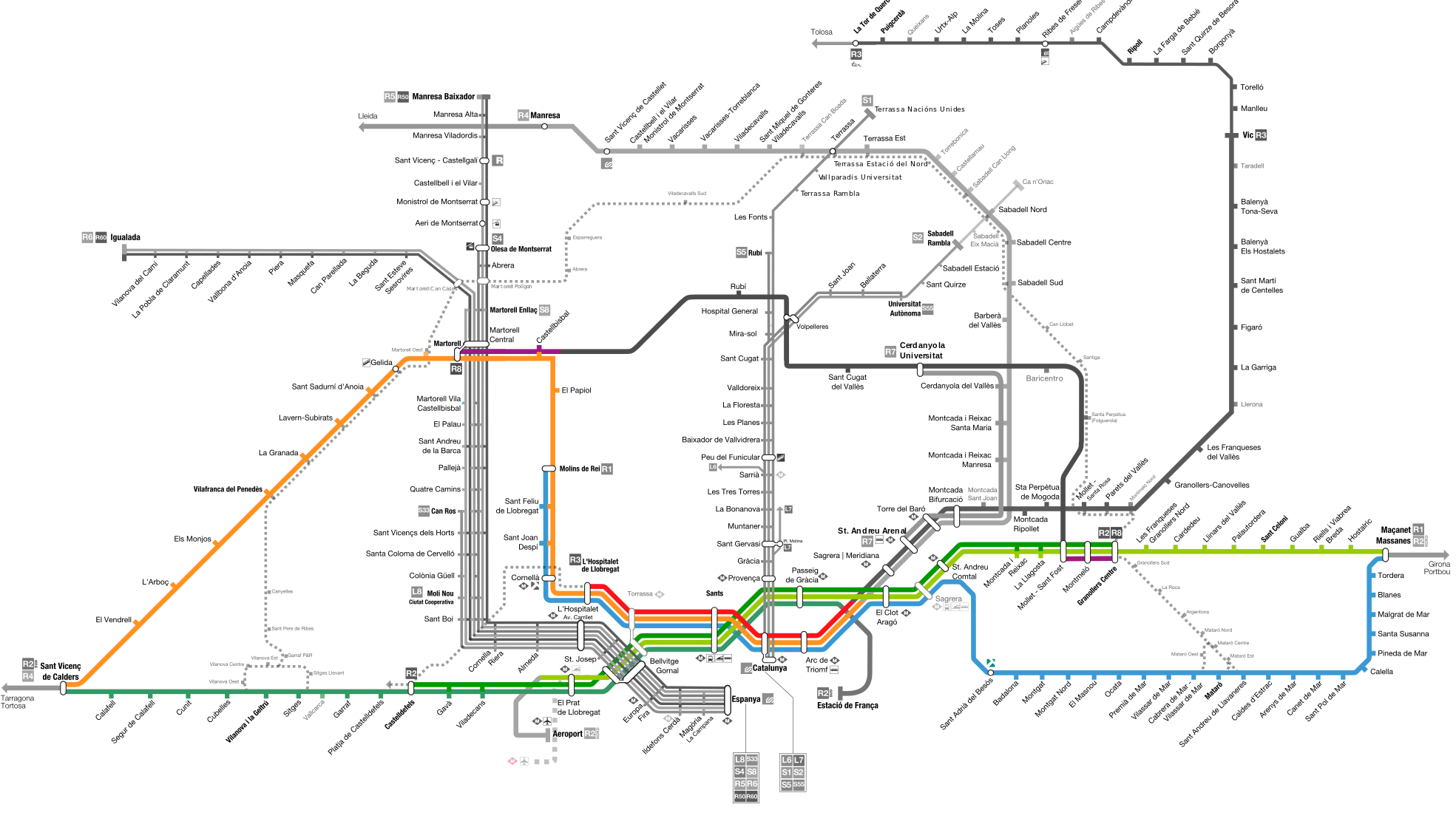
Representació de l'anomenat Vuit Català sobre l'esquema dels serveis de rodalia de Barcelona

El vuit català és una manera d'anomenar en l'àmbit ferroviari a la xarxa ferroviària d'ample ibèric de la regió metropolitana de Barcelona que dibuixa un vuit delimitat per les estacions de Maçanet-Maçanes i Sant Vicenç de Calders i que tenen el seu centre a Barcelona. Els quatre itineraris que enllacen per l'interior i per la costa són: línia de Vilanova, línia de Vilafranca i línia de Mataró i línia de Granollers.